# Adra (Spanje)
Adra is een gemeente in de Spaanse provincie Almería in de regio Andalusië met een oppervlakte van 90 km². In 2007 telde Adra 23.742 inwoners.
Adra is de meest zuidwestelijke gemeente van de provincie Almeria, het bestrijkt 8750 hectare en heeft een kustlijn van 13 kilometer het ligt op ongeveer 50 km van de hoofdstad Almería, van oudsher wordt de economie gedreven door de visserij, tegenwoordig is er veel groententeelt.
Aan de westkant grenst het aan de gemeentes Albuñol en Turón, beide gemeentes liggen in de provincie Granada.
Op 5 september begint de feria, een feest van 5 dagen waarin de patroonheiligen worden geëerd, voor Adra zijn dit San Nicolas de Tolentino, en la Virgen del Mar.
In Adra worden tapas nog geserveerd zoals het hoort, bij elke alcoholische versnapering of druivensap, wordt een gratis tapa geserveerd, afhankelijk van de bar zal dit vis of vlees zijn, vaak kan er gekozen worden uit een hele lijst van tapas.
Er is niet veel toerisme in Adra, het is een traditioneel Spaans dorp dat zeker een bezoek waard is om de Spaanse cultuur te beproeven.

## Demografische ontwikkeling
Bron: INE; 1857-2011: volkstellingen
Opm.: in 1877 werd de gemeente La Alquería geannexeerd
Abla · Abrucena · Adra · Albánchez · Alboloduy · Albox · Alcolea · Alcóntar · Alcudia de Monteagud · Alhabia · Alhama de Almería · Alicún · Almería · Almócita · Alsodux · Antas · Arboleas · Armuña de Almanzora · Bacares · Balanegra · Bayárcal · Bayarque · Bédar · Beires · Benahadux · Benitagla · Benizalón · Bentarique · Berja · Canjáyar · Cantoria · Carboneras · Castro de Filabres · Chercos · Chirivel · Cóbdar · Cuevas del Almanzora · Dalías · El Ejido · Enix · Felix · Fines · Fiñana · Fondón · Gádor · Los Gallardos · Garrucha · Gérgal · Huécija · Huércal de Almería · Huércal-Overa · Illar · Instinción · Laroya · Láujar de Andarax · Líjar · Lubrín · Lucainena de las Torres · Lúcar · Macael · María · Mojácar · La Mojonera · Nacimiento · Níjar · Ohanes · Olula de Castro · Olula del Río · Oria · Padules · Partaloa · Paterna del Río · Pechina · Pulpí · Purchena · Rágol · Rioja · Roquetas de Mar · Santa Cruz de Marchena · Santa Fe de Mondújar · Senés · Serón · Sierro · Somontín · Sorbas · Suflí · Tabernas · Taberno · Tahal · Terque · Tíjola · Las Tres Villas · Turre · Turrillas · Uleila del Campo · Urrácal · Velefique · Vélez-Blanco · Vélez-Rubio · Vera · Viator · Vícar · Zurgena